# Касимов Усман Касимович
Усман Касимович Касимов (10 травня 1918, село Чорбог, тепер Істаравшанського хукумату Согдійського вілояту, Таджикистан — 5 вересня 1978, місто Ленінабад, тепер Худжанд, Таджикистан) — радянський таджицький державний діяч, голова Ленінабадського облвиконкому. Депутат Верховної ради Таджицької РСР 5—9-го скликань, член Президії Верховної ради Таджицької РСР у 1971—1978 роках.

## Життєпис
Народився в бідній селянській родині. У 1936 році закінчив середню школу.
У 1936—1938 роках працював секретарем сільради села Чорбог Істаравшанського району.
З 1938 до 1946 року служив у Червоній армії, учасник німецько-радянської війни. Був агітатором спеціального відділу, закінчив курси політичних працівників РСЧА. Під час Тегеранської конференції (1943) перебував у Ірані під виглядом дервіша.
Член ВКП(б) з 1943 року.
З 1944 до 1946 року — в підрозділі «СМЕРШ» Головного розвідувального управління Генерального Штабу Радянської армії. У 1946 році навчався на курсах підвищення кваліфікації політпрацівників Радянської армії в Києві.
У 1946—1947 роках — інструктор Ура-Тюбинського районного комітету КП(б) Таджикистану.
У 1947—1949 роках — слухач республіканської партійної школи при ЦК КП(б) Таджикистану в місті Сталінабаді.
У 1949—1950 роках — 2-й секретар Шахритузького районного комітету КП(б) Таджикистану.
У 1950—1955 роках — голова виконавчого комітету Джилікульської районної ради депутатів трудящих Таджицької РСР.
У 1955 році закінчив історичний факультет Сталінабадського державного педагогічного інститут.
У 1955—1956 роках — секретар партійного комітету Регарської зони районів Таджицької РСР.
У 1957—1958 роках — голова виконавчого комітету Куйбишевської районної ради депутатів трудящих Таджицької РСР.
У 1958—1960 роках — голова виконавчого комітету Колхозабадської районної ради депутатів трудящих Таджицької РСР.
У 1960—1963 роках — 1-й секретар Пянджсько-Кумсангірського районного комітету КП Таджикистану.
У 1963—1970 роках — 1-й секретар Шаартузького районного комітету КП Таджикистану.
У 1967 році закінчив міжреспубліканські курси Ташкентської партійної школи.
У грудні 1970—1971 роках — голова Організаційного бюро Верховної ради Таджицької РСР по Ленінабадській області.
У 1971 — 5 вересня 1978 року — голова виконавчого комітету Ленінабадської обласної ради депутатів трудящих Таджицької РСР.
Помер 5 вересня 1978 року в місті Ленінабаді (Худжанд).

## Звання
- старший лейтенант

## Нагороди та відзнаки
- орден Леніна (1965)
- орден Жовтневої Революції (1970)
- два ордени Трудового Червоного Прапора (1973, 1976)
- орден Вітчизняної війни ІІ ст.
- орден Червоної Зірки
- два ордени «Знак Пошани» (1954, 1957)
- медаль «За відзнаку в охороні державного кордону СРСР» (1966)
- три золоті медалі ВДНГ СРСР
- медалі
- знак «Відмінник народної освіти Таджицької РСР»
- вісім Почесних грамот Президії Верховної ради Таджицької РСР